# Cercul de la Goseck

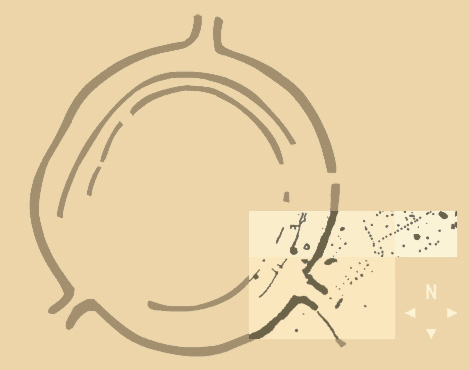
Schema siteului Observatorului de la Goseck luată în 2003.

Cercul de la Goseck, se găsește în landul Saxonia-Anhalt, în Germania. Descoperit prin arheologie aeriană în august 1991, este un enorm cerc tumulic cu diametrul  de 75 de metri, așezat pe un câmp agricol.
Face parte din cele mai vechi observatoare cunoscute:
- Nabta Playa, Egiptul de Sus;
- Stonehenge, Comitatul Wiltshire, Anglia;
- Angkor Wat, Cambodgia;
- Kokino, Macedonia;
- Cercul de la Goseck, Germania.

Situl de la Externsteine, în Renania de Nord-Westfalia (Germania) poate fi și el un astfel de observator.

## Descrierea sitului

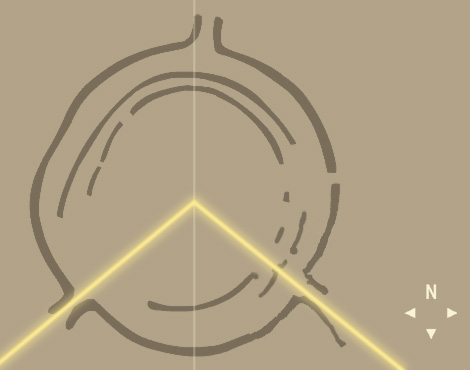
Cercul de la Goseck. Linia galbenă indică direcţia răsăritului şi apusului Soarelui, la solstiţiul de iarnă. Linia verticală indică meridianul locului.

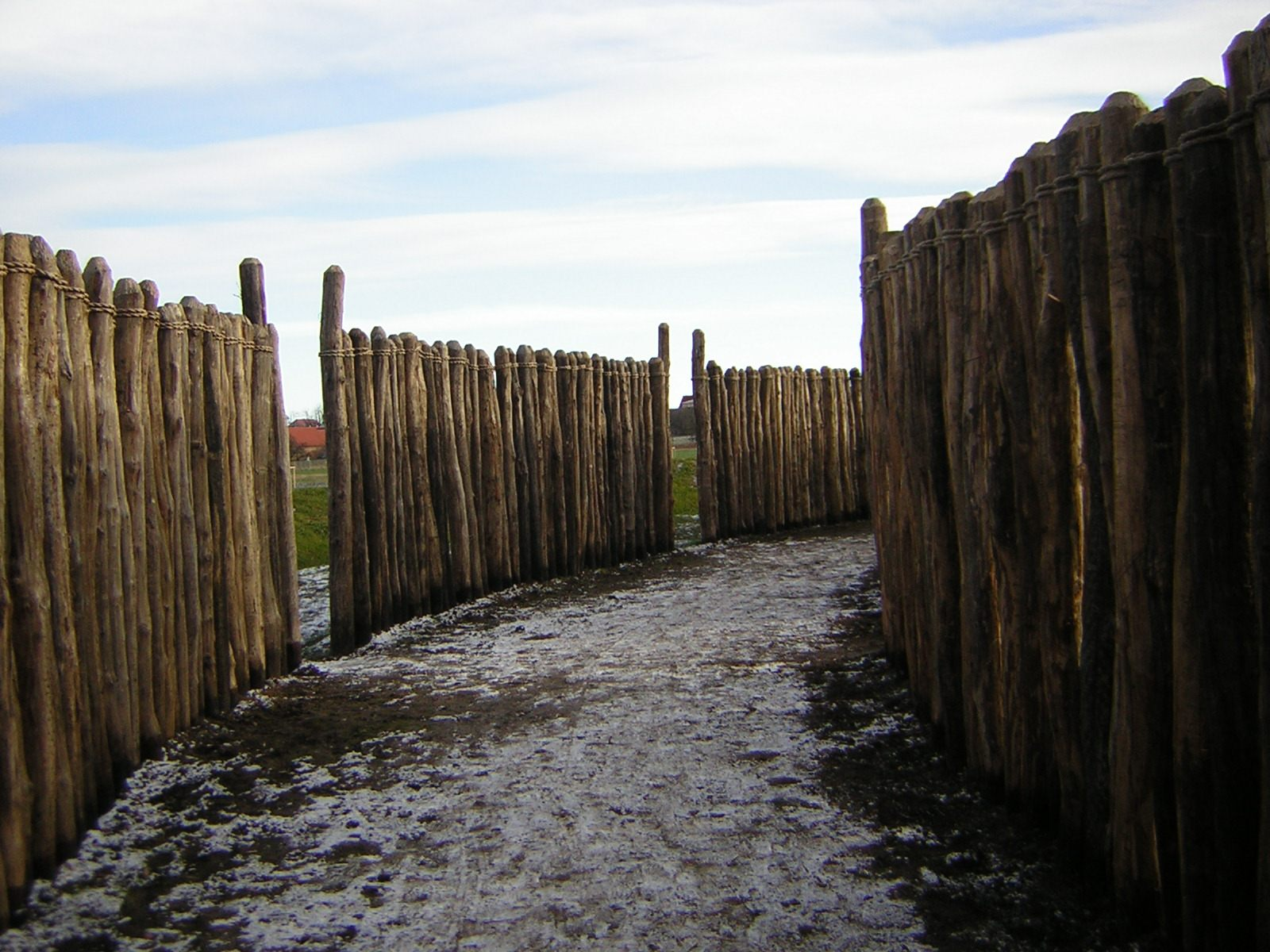
Unul dintre cercurile din lemn rotunjit dintre palisadele internă și mediană.

Cuprinde o serie de trei cercuri concentrice de pământ și de țepușe de lemn (fără îndoială întărite, în vremea aceea, cu spini) fiecare cu 3 deschizături care coincid cu răsăriturile și apusurile de Soare la solstițiile de iarnă și de vară.
Existența unui al patrulea cerc exterior, care ar fi dispărut de-a lungul timpului, este foarte discutată.

## Lucrările profesorului Wolfhard Schlosser
Profesorul Wolfhard Schlosser de la Universitatea Ruhr la Bochum (în germană: Ruhr-Universität Bochum), astronom specializat în astroarheologie, se ocupă de reconstituirea unui templu al Soarelui ridicat de o civilizație europeană care se suprapune peste Epoca Pietrei și cea târzie a Bronzului. Datat prin 4.800 înainte de Era creștină, ar fi ușor anterior altor situri similare descoperite în Mesopotamia sau în Egiptul de Sus, la Nabta Playa.
Wolfhard Schlosser este de părere că remarcabila aranjare a sitului indică faptul că ne aflăm, într-adevăr, în fața unuia dintre primele exemple de observatoare astronomice; astronomic, cu siguranță, dar mai ales utilizat cu scopuri astrologice și agricole. Pentru Schosser, unul dintre cele trei portaluri, cel din Sud, marca răsăritul și apusul heliacal la solstițiile de iarnă și de vară. Permitea preoților, dar și primilor agricultori europeni să determine cu precizie calendarul lucrărilor lor, dar și să se protejeze de diferite agresiuni inerente acelei epoci (animale sălbatice, triburi ostile, ...). 
Tot după cum spune Schlosser, „Goseck nu este doar o «construcție a unui calendar», ci, mai degrabă și în mod clar, o construcție sacră”. În demonstrația sa, Schlosser a stabilit cu îndemânare că situl a fost construit pentru observarea unor fenomene astronomice cum sunt aștri cei mai apropiați (Luna și Soarele, planete și stele), dar și pentru urmărirea derulării timpului. Aceste cicluri cerești au fost importante pentru îndeplinirea riturilor, dar și pentru semănatul și pentru secerișul din această primă organizare umană demnă de a fi denumită civilizație.
Coroborând aceasta, profesorul François Bertemes, de la Universitatea din Halle-Wittenberg, a indicat că este destul de obișnuit ca astfel de observatoare astronomice să fi fost și locuri de cult și centre ale vieții sociale. 